# Sophie Holst
Sophie Holst (født 22. april i 1829 i Nørbæk Præstegaard, død 12. januar 1887) var forfatter og lærerinde.
Hendes første litterær arbejde forfattes allerede i 1850erne, hvor hun i 1856 udgiver Eventyr og Fortællinger under pseudonymet Noli me tangere. Hendes debut blev der lagt mærke til, herunder af B. S. Ingemann, der var begejstret for værket. Dernæst efter en årrække udgav hun Lindholm i 1862. Løbende publicerede hun anonymt endvidere i både Aftenslæsning og Nordslesvigsk Søndagsblad, heriblandt Et Minde, Stendyssen, Djævelens Spil, Onorato Rudiano, og Buondelmonte.
Sophie Holst var veninde med Christine Daugaard, og de skrev en roman sammen Smaa fortællinger, som blev udgivet posthumt i 1900. Stephanie blev også udgivet posthumt, hvori der også er en biografi skrevet af Christine Daugaard.